# 木垒哈萨克自治县
木垒哈萨克自治县（羅馬化：Morï Qazaq awtonomïyalıq awdanı；維吾爾語：مورى قازاق ئاپتونوم ناھىيىسى‎，拉丁维文：Mori Qazaq Aptonom nahiyisi）是中国新疆维吾尔自治区昌吉回族自治州东部所辖的一个自治县。总面积为17700平方公里，常住人口约7万人。“木垒”，清代又写作“穆垒”，系匈奴语“蒲类”的转音。

## 历史
距今3000多年前即有人在县境内活动。汉朝政府于汉神爵二年（公元前60年）设西域都护府，管理西域36国。木垒属蒲类后国。唐朝政府统一西域后，于贞观十四年（640）在今吉木萨尔县设立庭州，并下设蒲类县，木垒属蒲类县，归庭州管辖。唐开元元年（713），唐政府设独山守捉于今木垒县境。
清康熙五十七年（1718）从今巴里坤至木垒沿途修筑城堡。清雍正十年（1732），川陕总督宁远大将军岳钟琪以木垒地势扼要，奏移驻军，并修筑木垒城，城周长六百余丈。清乾隆二十四年（1759），清政府平定准噶尔部后，在东吉尔玛台（今东城镇）建奇台堡，设管粮巡检一员。二十六年（1761），清政府以木垒“地沃泉滋”，决定在此“募人大开阡陌”，并派驻绿旗兵木垒营。三十二年（1767），清政府从甘肃甘州招募屯民300户1000多人，安置在木垒、奇台屯田，次年两地屯民共开垦土地608公顷。三十八年（1773），设奇台县、木垒归奇台县管辖，隶属巴里坤镇西府。中华民国六年（1917），设木垒河县佐，隶属奇台县管辖。民国八年（1919），开始修筑木垒城，历时9年，初由民工修筑了部分城墙后停工，后由工程营兵完成筑城工程。。
民國6年（1917年），设木垒河县佐，属奇台县。次年，开始修筑木垒城。民国十九年（1930）3月，木垒建县，从奇台县划出，定名木垒河县。1954年3月，木垒河县改名为木垒县。同年7月，成立木垒哈萨克自治区。1955年3月，改称为木垒哈萨克自治县。1958年5月劃歸昌吉回族自治州。

## 人口
2020年末，根據全國第七次人口普查數據顯示：全县常住人口為67256人。

## 地理
木垒哈萨克自治县地处阿尔泰构造带，博格达构造带和准噶尔地块交汇处，形成了山地、山前丘陵、平原戈壁和沙漠等地貌类型。木垒哈萨克自治县在与巴里坤县之间有240公里的荒漠地带，人烟稀少，是天然的病虫传播屏障，木垒县三面环山，南部博格达山海拔2500～5000米，北部北塔山和大小哈甫提克山海拔1500～2000米，东部蒙罗克山和青居吕山海拔1500～2000米，中部霍景湟期辛沙漠海拔700～1000米，成为南北东三面高，中部低的半壁盆地，山势由西向东逐渐降低，盆地由东向西倾斜。木垒县境内水资源较为丰富。主要有六条河流：英格堡、水磨河、东城河、木垒河、博斯坦河。均属山溪性河流，发源于天山山脉博格达北坡。另有16条泉水沟。
木垒哈萨克自治县地处北疆温带荒漠，具有明显的干旱大陆性气候特征，年平均气温5～6℃，气温的日较差较大，年较差较小。年均降水量294.9毫米，降水主要集中在冬春季，年日照时数3037小时，年蒸发量2207.6毫米，无霜期139天，冬季长而偏暖，夏季短而偏凉。

## 行政区划
木垒哈萨克自治县下辖4个镇、6个乡、1个民族乡：
木垒镇、西吉尔镇、东城镇、新户镇、英格堡乡、照壁山乡、雀仁乡、白杨河乡、大石头乡、大南沟乌孜别克族乡和博斯坦乡。

## 交通
- 335国道过境。

## 旅游
- 原始胡杨林：原始胡杨林距离木垒县城东北150公里处，在一个被汉族人称为“梧桐窝子”，哈萨克族人称为“玉托朗格”（意为毡房似的胡杨林）的地方。面积约30平方公里。
- 石人子沟：石人子沟位于木垒县城以南28公里的南部天山。石人子沟蒙语为夏干布特，在木垒河的上游。河段呈东西向，长13公里，河谷宽350米。河段南岸有众多支流汇入其中，森林、草原茂密，春季柳絮飞舞，当地人称夏干布特，“夏干”蒙语意为白色，“布特”即一丛之意。而石人子沟之名则因沟口有一块高约2米，状如人形的石头而得名。

## 特产
- 哈萨克族刺绣：哈萨克族刺绣是哈萨克族服饰中最有代表意义的一种装饰工艺，无论是哈萨克族的衣服、裙子，还是鞋帽、帕包以及床炕上、室内的装饰用品，都点缀着哈萨克族妇女的绣品。哈萨克族刺绣在木垒县源远流长。其表现形式多姿多彩、形态各异，色泽鲜艳绚丽，图案类型众多，内涵丰富，具有草原民族风韵。